# インスタラシオネス・デ・レサマ
インスタラシオネス・デ・レサマ（Instalaciones de Lezama）、またはインスタラシオネス・デル・アトレティック・クルブ（Instalaciones del Athletic Club）は、アスレティック・ビルバオが所有するトップ・リザーブ・カンテラ・女子部門の練習グラウンド兼多目的複合施設。所在地はスペインのバスク州ビスカヤ県ビルバオから約15キロ離れた場所にある街、レサマ。単に「レサマ」と呼称されることも多い。
インスタラシオネス・デ・レサマは、バスク人選手もしくはバスク地域のカンテラ育ちの選手のみを受け入れるという、アスレティック・ビルバオのクラブ哲学を支える基礎的な支柱である。

## 歴史
インスタラシオネスは、1971-1972シーズンから開場した。建設を命じたのは当時の会長フェリックス・オラア氏で、最初は3つのグラウンドと選手寮・用具入れを兼ねた建物が1つあるだけだった。のち、ホセ・アントニオ・エグイダス会長の代には彼の指示で別の敷地にさらに4つグラウンドを整備し、1件の屋内複合スポーツ・ジムが建設された。
1995年頃には、施設は苦しい近代化を経験した。ホセ・マリア・アラテ会長の時代には敷地内に駐車場・自動車道などが作られたため、選手やスタッフは大量の車が出入りする騒音にいつも悩まされた。見学者の快適性を考慮した屋根付きのスタンドが1つ建設され、トップチームの即戦力になるフベニールの試合目当てだけでなく、もっと低年齢のカテゴリーの試合さえも観戦したがるようなファンの来場が増えたことも原因である。
2013年の旧エスタディオ・サン・マメスの閉場にともない、インスタラシオネスに多くの公式戦と得点を見守ってきたゴールマウスが歴史遺産として移設され、敷地内で保存されることになった。

## 未来
クラブ上層部には「レサマの計画的指導」という施設の構造近代化プランがある。最重要点として、トップチームの練習場を敷地内の「高等区域(ソナ・アルタ)」に移転する計画がある。その新練習場は近代的かつ機能的で最新鋭であり、中の様子は見えるが防音性能を持った壁に囲まれ、それでいて見学者たちには快適な観覧席があるという。新練習場の建設は2年から3年ほどかかり、総工費は約2,000万ユーロと見積もられている。下部組織の少年たちの施設も強化される見込みで、具体的には学習室や視聴覚室の拡張工事が予定されている。ピル・ガインサの名を冠したスタンドの建設工事はすでに始まっている。このスタンドは身体障害を持つ人々のアクセス・利便性を考慮したバリアフリーな設計になっている。

## 施設データ
施設全体の総面積は、14.76ヘクタール。
グラウンド
- カンポ1 - 11人制サッカー用・天然芝。3つのスタンドに最大3250人を収容可能。
- カンポ2 - 11人制サッカー仕様・天然芝。3,250人収容のスタンドが2018年10月19日に完成した[10]。
- カンポ3 - 11人制サッカー仕様・天然芝。
- カンポ4 - 11人制サッカー仕様・人工芝。
- カンポ5 - 11人制サッカー仕様・天然芝。
- カンポ6 - 11人制サッカー仕様・人工芝。
- カンポ7 - 11人制サッカー仕様・人工芝。
- カンポ8 - 7人制サッカー仕様・人工芝。
- 室内グランド - 人工芝。

その他の施設
- ジム
- 選手寮[11]
- プレスルーム
- 医療センター

## 使用チーム
トップ・リザーブ・カンテラ・女子部門を併せて合計17チーム。
カンテラ
- アレヴィン - 3チーム
- インファンティル - 3チーム
- カデテ - 2チーム(ディビシオン・デ・オノール・レヒオナルとリーガ・バスカ所属)
- フベニール - 2チーム(ディビシオン・デ・オノール・ナシオナル・フベニールとリーガ・ナシオナル・フベニール所属)

リザーブ
- C.D.バスコニア(テルセーラ・ディビシオン所属)
- ビルバオ・アスレティック(セグンダ・ディビシオンB所属)

女子部門
- アスレティック・クラブ・フェメニーノB(セグンダ・ディビシオン・フェメニーナ所属)
- アスレティック・クラブ・フェメニーノ(プリメーラ・ディビシオン・フェメニーナ所属)
- フェメニーノ・カデテ
- フェメニーノ・インファンティル

男子トップ
- アスレティック・ビルバオ(プリメーラ・ディビシオン所属)

## 著名な出身者
インスタラシオネス・デ・レサマのカンテラは自軍のトップだけでなく、国内外多数のクラブにプロサッカー選手を供給している。
フォワード
- ダニ・ルイス・バサン
- イニャキ・ウィリアムズ
- フィデル・ウリアルテ
- フリオ・サリナス
- アリツ・アドゥリス
- マヌ・サラビア
- フレン・ゲレーロ

ミッドフィールダー
- イケル・ムニアイン
- フラン・ジェステ
- フレン・ゲレーロ
- イスマエル・ウルトゥビ
- ホス・ウルティア
- カルロス・グルペギ
- ミゲル・デ・アンドレス
- ハビエル・ゴンサレス・ゴメス
- アンデル・イトゥラスペ

ディフェンダー
- フェルナンド・アモレビエタ
- アンドニ・イラオラ
- アシエル・デル・オルノ
- アイトール・カランカ
- ラファエル・アルコルタ
- アイトール・ララサバル
- パチ・サリナス
- ミケル・サン・ホセ

ゴールキーパー
- ダニ・アランスビア
- ケパ・アリサバラガ
- アンドニ・スビサレタ
- フアン・ホセ・バレンシア